# غريغ لونغ
غريغ لونغ (بالإنجليزية: Greg Long)‏ هو متركمج أمريكي، ولد في 1984 في سان كليمينتي في الولايات المتحدة.

## وصلات خارجية
- غريغ لونغ على موقع الرابطة العالمية لركوب الأمواج (الإنجليزية)
- غريغ لونغ على موقع EncyclopediaOfSurfing.com (الإنجليزية)